# 仙台区
仙台区（せんだいく、旧字体：仙臺區）は、1878年から1889年まで、現在の宮城県仙台市の中心部にあった自治体である。1878年（明治11年）7月22日の郡区町村編制法（明治11年7月22日太政官布告第17号）により、旧仙台城下町の範囲を行政区画として発足した。1889年（明治22年）4月1日、市制の施行とともに仙台市となった。

## 沿革

### 前史
大区小区制下での従前の宮城県第二大区は黒川郡・宮城郡・名取郡で構成されていたが、郡区町村編制法施行により、黒川郡・仙台区・仙台区以外の宮城郡・名取郡の4つに分立することになった。
- 1872年2月16日（明治5年1月8日） - 仙台県（仙臺縣）が宮城県（宮城縣）に改称。
- 1872年5月15日（明治5年4月9日）-  明治5年4月9日太政官布第117号によって大区小区制が始まり、のちに宮城郡が宮城県第二大区となる。
- 1876年（明治9年） - 第二大区が拡張され、宮城郡・名取郡・黒川郡で構成されることになる。

### 仙台区発足後
初代区長（官選）は松倉恂である。仙台区時代の宮城県では、1878年の土木7大プロジェクトであった野蒜築港や貞山運河の整備が1884年（明治17年）9月15日に襲来した台風で挫折する一方、1887年（明治20年）12月15日には日本鉄道第三区線（現 JR東北本線）が仙台周辺にも延伸され、仙台駅や塩竈駅（後の塩釜線塩釜港駅）が開業したことにより、東京府15区（現・東京都）との移動時間が短縮された。また、塩釜港が外港と
して興隆した。
- 1878年（明治11年） - 郡区町村編制法施行により、仙台区（仙臺區）が宮城県第二大区から分立して発足する。
- 1879年（明治12年）6月2日 - 第1回仙台区会を外記丁小学校（現 仙台市立上杉山通小学校）で開催される。
- 1883年（明治16年） - 表小路八番地に仙台区役所庁舎を着工する[2]。
- 1885年（明治18年）11月9日 - 仙台区役所庁舎が完成し、区役所が移転開所する[3]。
- 1889年（明治22年） - 市制施行に伴い廃止。大部分は区から移行する形で仙台市となったが、一部（宮沢）が名取郡茂ヶ崎村（後の長町）となった。区役所庁舎は仙台市役所庁舎（初代）に転用された[3]。